# 天靖
天靖是日本南朝遺裔及遺臣建立的政權後南朝的私年號，建元者為金藏主。年號含意為天下安寧，表達了南朝遺裔反抗室町幕府的政治意願。
嘉吉三年（1443年）這一年，南朝遺臣日野有光等人以後龜山天皇的皇子金藏主為首，闖入京都宮中，盜走三神器中的神璽及寶劍（史稱「禁闕之變」），使用了這個年號。

## 出處
該年號見於《逸號年表補考》及林嘉三郎《南朝遺史》。其內容為：
- 《逸號年表補考》：
- 《南朝遺史》卷之三：

## 紀年對照表
| 天靖   | 元年    | 二年             | 三年             | 四年    | 五年             | 六年    | 七年             | 八年    | 九年    | 十年             |
| ------ | ------- | ---------------- | ---------------- | ------- | ---------------- | ------- | ---------------- | ------- | ------- | ---------------- |
| 西元   | 1443年  | 1444年           | 1445年           | 1446年  | 1447年           | 1448年  | 1449年           | 1450年  | 1451年  | 1452年           |
| 干支   | 癸亥    | 甲子             | 乙丑             | 丙寅    | 丁卯             | 戊辰    | 己巳             | 庚午    | 辛未    | 壬申             |
| 公年號 | 嘉吉3年 | 嘉吉4年 文安元年 | 文安2年          | 文安3年 | 文安4年          | 文安5年 | 文安6年 寶德元年 | 寶德2年 | 寶德3年 | 寶德4年 享德元年 |
| 天靖   | 十一年  | 十二年           | 十三年           | 十四年  | 十五年           | 十六年  |                  |         |         |                  |
| 西元   | 1453年  | 1454年           | 1455年           | 1456年  | 1457年           | 1458年  |                  |         |         |                  |
| 干支   | 癸酉    | 甲戌             | 乙亥             | 丙子    | 丁丑             | 戊寅    |                  |         |         |                  |
| 公年號 | 享德2年 | 享德3年          | 享德4年 康正元年 | 康正2年 | 康正3年 長祿元年 | 長祿2年 |                  |         |         |                  |

## 同期存在的其他政權年號
- 日本
  - 嘉吉（1441年－1444年）：後花園天皇之年號
  - 文安（1444年－1449年）：後花園天皇之年號
  - 寶德（1449年－1452年）：後花園天皇之年號
  - 享德（1452年－1455年）：後花園天皇之年號
  - 康正（1455年－1457年）：後花園天皇之年號
  - 長祿（1457年－1460年）：後花園天皇之年號
- 中國
  - 正統（1436年－1449年）：明朝—明英宗朱祁鎮之年號
  - 景泰（1450年－1457年）：明朝—明代宗朱祁鈺之年號
  - 天順（1457年－1464年）：明朝—明英宗朱祁鎮之年號
  - 泰定（1448年－1449年）：明朝時期—陳鑑胡之年號
  - 東陽（1449年－1450年）：明朝時期—黃蕭養之年號
  - 玄武（1451年）：明朝時期—朱徽煠之年號
  - 添元（1453年－1457年）：明朝時期—瓦剌也先之年號
  - 天順（1456年）：明朝時期—李珍之年號
  - 天繡（1457年）：明朝時期—王斌之年號
- 越南
  - 大和（1443年－1454年）：後黎朝—仁宗黎邦基之年號
  - 延寧（1454年－1459年）：後黎朝—仁宗黎邦基之年號

## 外部連結
- 古事類苑/歳時部四/年號下〈逸年號併入〉 （页面存档备份，存于）。
- 南朝遺史 （页面存档备份，存于）。
- 精選版 日本国語大辞典 （页面存档备份，存于）。